# 均安宮
臺中市均安宮，簡稱均安宮，是一座位在臺灣臺中市西區後龍社區主祀池、朱、李三府王爺的民間信仰廟宇，亦是當地的宗教信仰中心，並轄有鄰近之茄苳王公廟。此外，均安宮亦以其「三寶」（千年櫸木大鼓、千斤大神轎及千年茄苳樹）聞名。

## 簡介
臺中市均安宮主祀池、朱、李三府王爺，並以池府王爺為主神。其中，均安宮大鼓之鼓框乃由於日治時期由大阪吉田大鼓店以千年櫸木樹幹刨空製成，其上並標有「別上等」、「太極鼓」字樣；其保留之舊鼓皮有彰化老天興樂器行之字樣。該大鼓原屬國幣小社臺中神社，後為均安宮收藏。大神轎則是全以紅檜、櫸木、紅木製成，並雕有精緻圖樣。
鄰近的茄苳王公廟主祀樹齡超過千年的茄苳樹，該樹因此亦被稱作「平地神木」。該樹目前已經繁衍至第三代，並被臺中市政府列為保護老樹。茄苳王公廟乃由均安宮信眾集資興建，並由均安宮管理。每年農曆八月十五日千秋祭典來臨時，各地信眾與契子們都會前往該廟上香祝壽。

## 周邊

### 交通

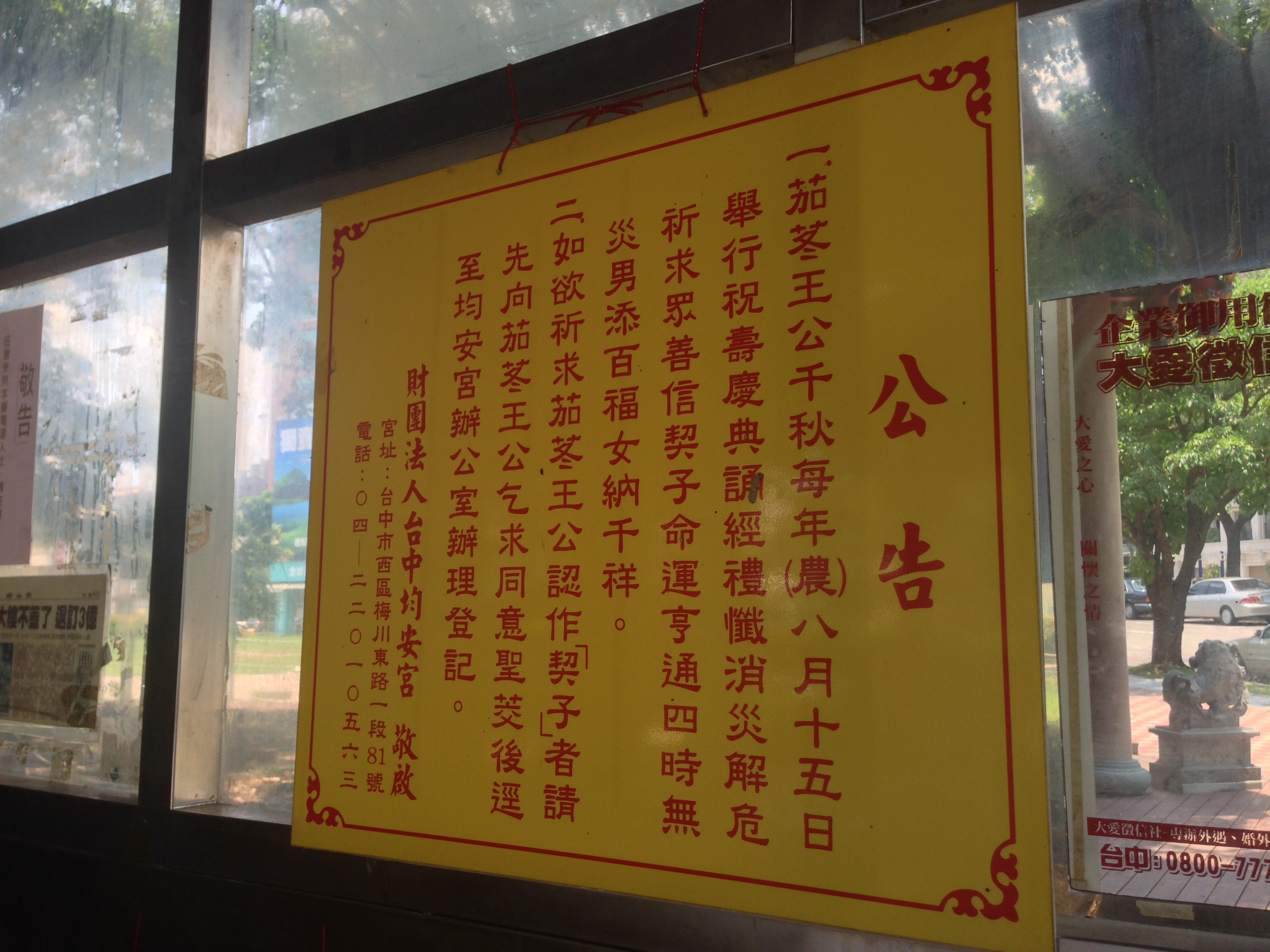
茄苳王公廟公告

- 臺中市公車站點 茄苳腳